# Skytsborg
Skytsborg (i dag kendt som Sortskægs borg eller Blackbeard's Castle) er en lille borg bygget i 1679 og ligger i Charlotte Amalie på St. Thomas, De amerikanske jomfruøer. Fortet blev bygget under ledelse af den danske guvernør Jørgen Iversen Dyppel som et vagttårn over byens havn. Skytsborg blev i 1994 optaget på listen over nationale historiske landemærker og er i dag en af fem af disse landemærker på De amerikanske jomfruøer. Fortet går i dag under navnet ’’Blackbeard's Castle’’, men det er ukendt, hvornår borgen fik dette navn.
Skytsborg var sammen med Fort Christian og Schmidtsbjerg en del af Charlotte Amalies vagttårn. Oprindelig havde Fort Christian også et vagttårn, Trygborg, men dette blev revet ned i 1870'erne i forbindelse med renovering af fæstningen. I 1930'erne fik Schmidtsbjerg omfattende opgraderinger, med blandt andet større vinduer. Skytsborg er dermed det eneste bestående vagttårn på St. Thomas og Caribien som har beholdt sit oprindelige udseende.

## Eksterne links
- Wikimedia Commons har flere filer relateret til Skytsborg
- Nominasjonsdokumentet til Skytsborg som nasjonalt historisk landemerke (engelsk)

18°20′38″N 64°55′48″V / 18.344°N 64.93°V